# Bogusław Burnat
Bogusław Burnat (ur. 15 kwietnia 1931 w Krakowie, zm. 11 lutego 2010 r. we Wrocławiu) – polski naukowiec, inżynier górnictwa, ratownik górniczy, wynalazca, inspektor górniczy, redaktor i nauczyciel akademicki.

## Kariera naukowa
Absolwent Wydziału Mechanizacji Górnictwa i Hutnictwa Akademii Górniczo-Hutniczej (1955), gdzie się doktoryzował (1972).
Był jednym z dwóch pierwszych wykładowców nowo utworzonego Wydziału Górniczego Politechniki Wrocławskiej (1965–1967). Był członkiem Sekcji Mechanizacji Górnictwa Komitetu Górnictwa Polskiej Akademii Nauk (1976–1984). Uczestniczył w konferencjach naukowo-technicznych polskich i zagranicznych.
Jest autorem ponad 80 publikacji polskich i zagranicznych, a także współautorem (wraz z J.I.Korzeniowskim) podręczników: „Prowadzenie ruchu odkrywkowych zakładów górniczych kopalin pospolitych” (1998 r.) oraz „Kopaliny pospolite – prowadzenie ruchu odkrywkowych zakładów górniczych kopalin pospolitych” (2003 r.).
W ramach działalności eksperckiej pełnił przez kilka kadencji funkcję biegłego sądowego Sądów Okręgowych we Wrocławiu oraz Jeleniej Górze.

## Praca w górnictwie
Pracownik średniego i wyższego dozoru kopalń węgla kamiennego (od 1955), w tym jako ratownik górniczy (1955–1960).
Był zastępcą dyrektora Okręgowego Urzędu Górniczego we Wrocławiu (1967–1979), a także naczelnym inżynierem inwestycji KGHM (do 1984 r.). Na Węgrzech piastował stanowisko zastępcy dyrektora Zespołu Budów Górniczych (1984–1989).

## Projekty wynalazcze
Opracował kilkanaście wynalazków dotyczących górnictwa, które uzyskały ochronę patentową. Do najważniejszych zalicza się:
- „Przystosowanie wrębiarki ścianowej do ładowania urobku i szybkiego manewrowania” (1956, UP PRL 9910);
- „Hydrauliczne urządzenie do napinania taśm przenośników, z automatyczną regulacją stanu napięcia” (1964, UP PRL 13268);
- „Bęben przenośnika taśmowego z napędem hydraulicznym” (współautor, 1966, UP PRL 17719).

## Działalność szkoleniowa i publicystyczna
Był szkoleniowcem kadr górniczych i inżynierskich jako kierownik Ośrodka Szkolenia Górniczego przy Zarządzie Wrocławskiego Oddziału Stowarzyszenia Inżynierów i Techników Górnictwa (1995-2000). Był także redaktorem naczelnym czasopism górniczych:
- „Kopaliny Pospolite” (1996-2001),
- „Kopaliny Podstawowe i Pospolite Górnictwa Skalnego” (2001-2010).

## Odznaczenia i nagrody
W uhonorowaniu zasług dla branży górniczej, był wielokrotnie odznaczany, otrzymał m.in.: odznakę tytułu honorowego „Zasłużony Górnik PRL”, Order Sztandaru Pracy II kl, Złoty i Srebrny Krzyż Zasługi, Złoty i Srebrny Medal „Za zasługi dla pożarnictwa”, Złotą Odznakę „Budowniczy LGOM”, Odznakę „Zasłużony dla Województwa Legnickiego”.
Był także laureatem wielu nagród: Ministra Nauki, Szkolnictwa Wyższego i Techniki (1972, 1977) oraz Ministra Przemysłu Ciężkiego (1975).
Pochowany na Cmentarzu Grabiszyńskim we Wrocławiu.

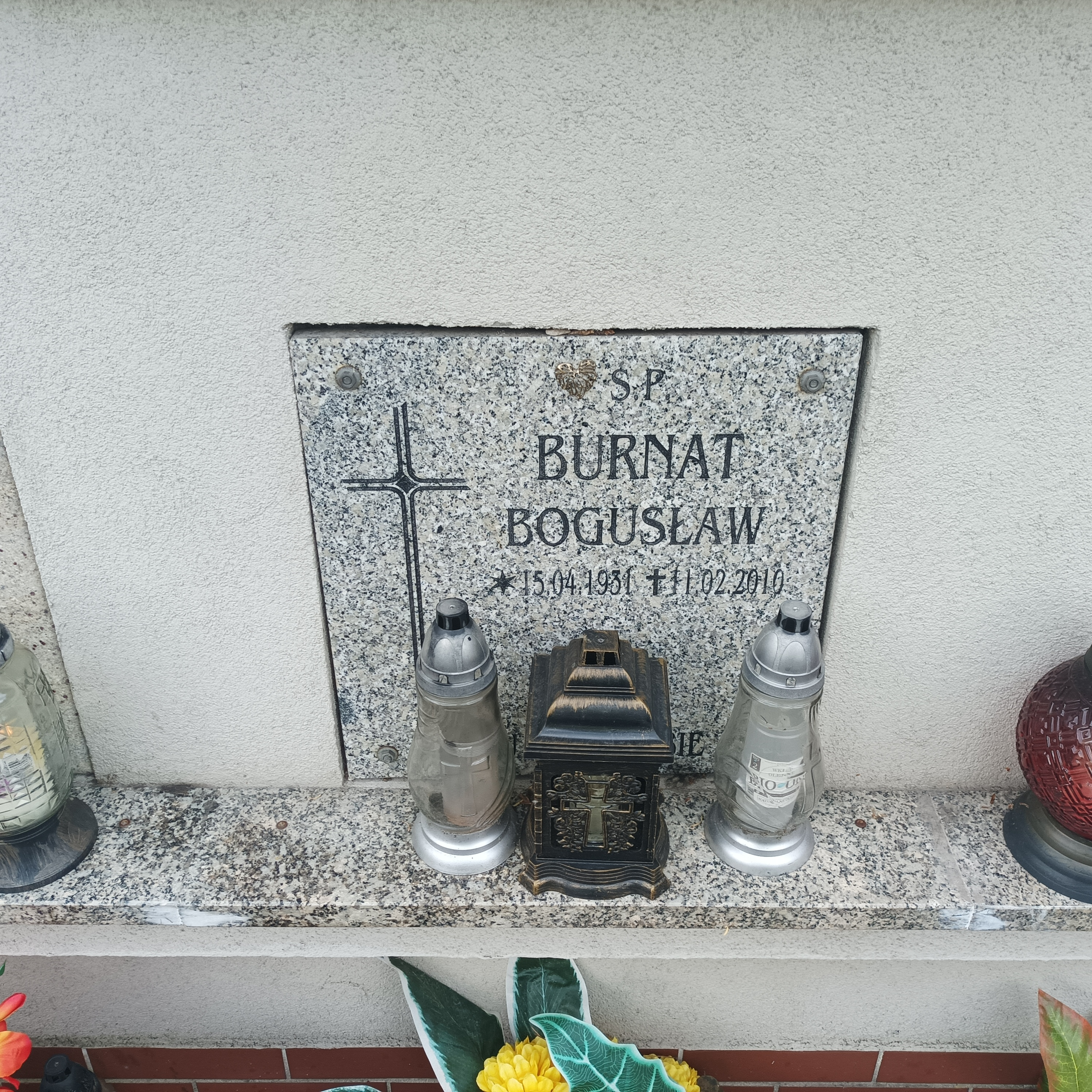
Grób prof. Bogusława Burnata na Cmentarzu Grabiszyńskim

## Nagroda im. dr. inż. Bogusława Burnata
Stowarzyszenie Kopalń Odkrywkowych z Wrocławia przyznaje od 2011 r. nagrodę imienia Bogusława Burnata za zasługi na polu likwidowania barier dla rozwoju górnictwa odkrywkowego.